# Close Corporation (Südafrika)
Eine Close Corporation (CC) ist eine in Südafrika existierende Rechtsform für Unternehmen. Sie wurde 1984 von der damaligen Regierung (Kabinett Botha II) initiiert, kleineren Unternehmen zu ermöglichen ein günstiges, beschränkt haftbares Unternehmen zu gründen, welche eine eigene juristische Person ist. Das entsprechende Gesetz erlangte am 1. Januar 1985 Rechtskraft.

## Gründung einer Close Corporation
Zur Gründung einer Close Corporation ist mindestens eine natürliche Person notwendig. Die Eigentümergruppe (Gesellschafter) darf die Gesamtzahl von zehn Gesellschaftern nicht überschreiten. Die limitierte Zahl unterstreicht den Zweck dieser Unternehmensform als Alternative für Kleinbetriebe. Nur natürliche Personen sind als Gesellschafter zugelassen. Die Close Corporation wird bei dem sogenannten Registrar of Close Corporations angemeldet. Als erstes wird der Name Reserviert (CK7), da jeder Name einer CC einzigartig sein muss.
Ein Gründungsakt, auch bekannt als CK1, wird von den Gesellschaftern entworfen und unterzeichnet. Er enthält folgende Punkte:
- Den Namen der CC
Dieser muss die Endung CC (oder das Afrikaanse BK für Beslote Korporasie) haben. Des Weiteren ist es möglich den Namen in allen elf Landessprachen Südafrikas anzugeben.
- Das Geschäftsfeld, in welchem die Close Corporation tätig ist.
- Die physische Adresse des Unternehmens sowie die postalische Anschrift.
- Den Namen, die Adressen und die Personalausweisnummern der Gesellschafter.
- Der Anteil am Unternehmen, den jedes Mitglied besitzt, muss als Prozentsatz angegeben werden.
- Die Einlagen der Mitglieder, welche entweder in finanzieller Form vorliegen können, aber auch Dienstleistungen, Gebäude etc. sind akzeptiert.
- Das Bilanzjahr.
- Den Namen und die Adresse des designierten Buchhalters.

Dieser Akt wird ebenfalls an den Registrar of Close Corporations gesendet, welcher dann gegebenenfalls ein Certificate of Incorporation erstellt, welches dem Unternehmen erlaubt die Geschäftstätigkeit aufzunehmen.

## Mitgliedschaft
Die Anzahl der Gesellschafter darf die Anzahl von zehn nicht überschreiten. Das Eigentum der einzelnen Mitglieder wird als Prozentsatz festgehalten und ein Certificate of Members' Interest wird für jeden Gesellschafter erstellt, welches das jeweilige Unternehmenseigentum angibt.